# José Pérez (calciatore)
José Pérez (Montevideo, 30 novembre 1897 – 5 dicembre 1920) è stato un calciatore uruguaiano, di ruolo attaccante.

## Caratteristiche tecniche
Giocava come ala destra e, nell'ultima parte della carriera, anche come interno destro.

## Carriera

### Club
Soprannominato Botija (bottiglia, ma in Uruguay significa anche bambino), Pérez entrò nella rosa del CURCC nel 1913, anno in cui ottenne, peraltro, la prima convocazione in Nazionale. Militò sempre nel Peñarol (denominazione che assunse il vecchio CURCC nel dicembre 1913), rimanendovi fino alla morte, avvenuta nel 1920.

### Nazionale
Debuttò in Nazionale il 15 agosto 1913, durante l'incontro tra Uruguay e Argentina valido per la Copa Lipton. Il 31 agosto dello stesso anno giocò il Gran Premio de Honor Argentino, e concluse il suo primo anno in Nazionale con un incontro non ufficiale il 28 settembre. Nel 1914 fu schierato durante il Gran Premio de Honor Argentino contro l'Argentina, il 13 settembre; nel 1915 disputò 3 gare con la Nazionale, tutte contro la selezione argentina, partecipando a Copa Gran Premio de Honor Uruguayo, Copa Lipton e Copa Newton. Fu poi convocato per il Campeonato Sudamericano de Football 1916, prima edizione assoluta del torneo, senza però scendere in campo (come ala destra fu impiegato Somma). L'Uruguay vinse quella competizione. Nel 1916 giocò un'amichevole contro il Brasile, e due contro l'Argentina (Copa Newton e Trofeo Circular). Nel 1917 giocò Copa Lipton e Copa Newton prima di partecipare al Campeonato Sudamericano de Football 1917, nel corso del quale fu impiegato in ogni partita, sempre come ala destra. Nel 1918 giocò tutti e 4 gli incontri con l'Argentina. Nel 1919 fu convocato per il Sudamericano, venendo schierato in tutte le gare e segnando, peraltro, contro il Cile (17 maggio). Nel 1920 giocò 3 incontri al Sudamericano di quell'anno, venendo impiegato in un ruolo differente (interno destro), riuscendo a trovare maggiori possibilità di segnare: fu difatti capocannoniere di quell'edizione del Sudamericano, insieme al connazionale Ángel Romano.

## Palmarès

### Club

#### Competizioni nazionali
- Campionato uruguaiano: 1

Peñarol: 1918

### Nazionale
- Campeonato Sudamericano de Football: 3

Argentina 1916, Uruguay 1917, Cile 1920